# Podnoszenie ciężarów na Letnich Igrzyskach Olimpijskich 2000 – waga superciężka kobiet
Rywalizacja w wadze ponad 75 kg kobiet w podnoszeniu ciężarów na Letnich Igrzyskach Olimpijskich 2000 odbyła się 22 września 2000 roku w hali Sydney Convention and Exhibition Centre. W rywalizacji wystartowało 11 zawodniczek z 11 krajów. Był to debiut tej konkurencji w programie olimpijskim. Pierwszą w historii mistrzynią olimpijską w tej kategorii wagowej została Chinka Ding Meiyuan, srebrny medal wywalczyła Polka Agata Wróbel, a trzecie miejsce zajęła Cheryl Haworth z USA.

## Wyniki
| Pozycja | Zawodnik          | Reprezentacja     | Waga   | Rwanie | Rwanie | Rwanie | Podrzut | Podrzut | Podrzut | Wynik |
| Pozycja | Zawodnik          | Reprezentacja     | Waga   | 1      | 2      | 3      | 1       | 2       | 3       | Wynik |
| ------- | ----------------- | ----------------- | ------ | ------ | ------ | ------ | ------- | ------- | ------- | ----- |
| 1. !    | Ding Meiyuan      | Chiny             | 103,56 | 130,0  | 135,0  | 135,0  | 157,5   | 162,5   | 165,0   | 300,0 |
| 2. !    | Agata Wróbel      | Polska            | 119,42 | 125,0  | 125,0  | 132,5  | 155,0   | 162,5   | 170,0   | 295,0 |
| 3. !    | Cheryl Haworth    | Stany Zjednoczone | 139,38 | 117,5  | 122,5  | 125,0  | 140,0   | 142,5   | 145,0   | 270,0 |
| 4       | Carmenza Delgado  | Kolumbia          | 91,78  | 110,0  | 115,0  | 115,0  | 140,0   | 145,0   | 147,5   | 260,0 |
| 5       | Helen Idahosa     | Nigeria           | 97,04  | 110,0  | 110,0  | 115,0  | 135,0   | 140,0   | 145,0   | 250,0 |
| 6       | Monique Riesterer | Niemcy            | 93,52  | 105,0  | 110,0  | 112,5  | 127,5   | 132,5   | 137,5   | 245,0 |
| 7       | Moon Kyung-ae     | Korea Południowa  | 94,52  | 110,0  | 115,0  | 115,0  | 135,0   | 147,5   | 147,5   | 245,0 |
| 8       | Olivia Baker      | Nowa Zelandia     | 94,74  | 100,0  | 105,0  | 105,0  | 125,0   | 130,0   | 130,0   | 235,0 |
| 9       | Melinda Szik      | Węgry             | 97,30  | 102,5  | 102,5  | 107,5  | 122,5   | 127,5   | 127,5   | 235,0 |
| 10      | Sheeva Peo        | Nauru             | 92,34  | 92,5   | 97,5   | 97,5   | 122,5   | 127,5   | 127,5   | 220,0 |
| —       | Wita Rudenok      | Ukraina           | 106,98 | 105,0  | 110,0  | 115,0  | —       | —       | —       | —     |